# 紀元前2世紀

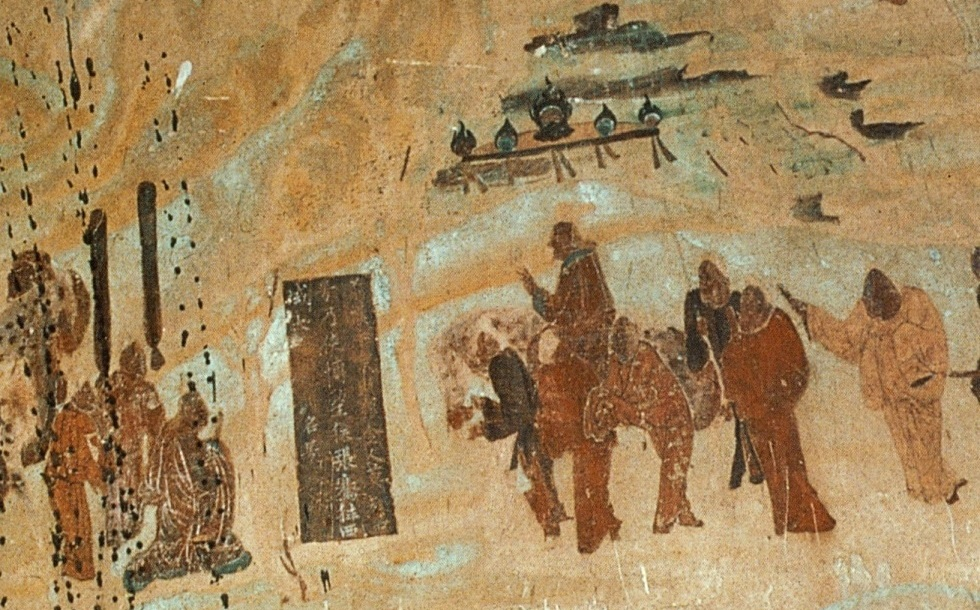
張騫使節団。前漢の武帝の命により大月氏へと派遣され、西域との交流といわゆるシルクロード（絲綢之路）の発展を促した。画像は敦煌莫高窟に描かれた張騫。

紀元前2世紀（きげんぜんにせいき）は、西暦による紀元前200年から紀元前101年までの100年間を指す世紀。

## できごと

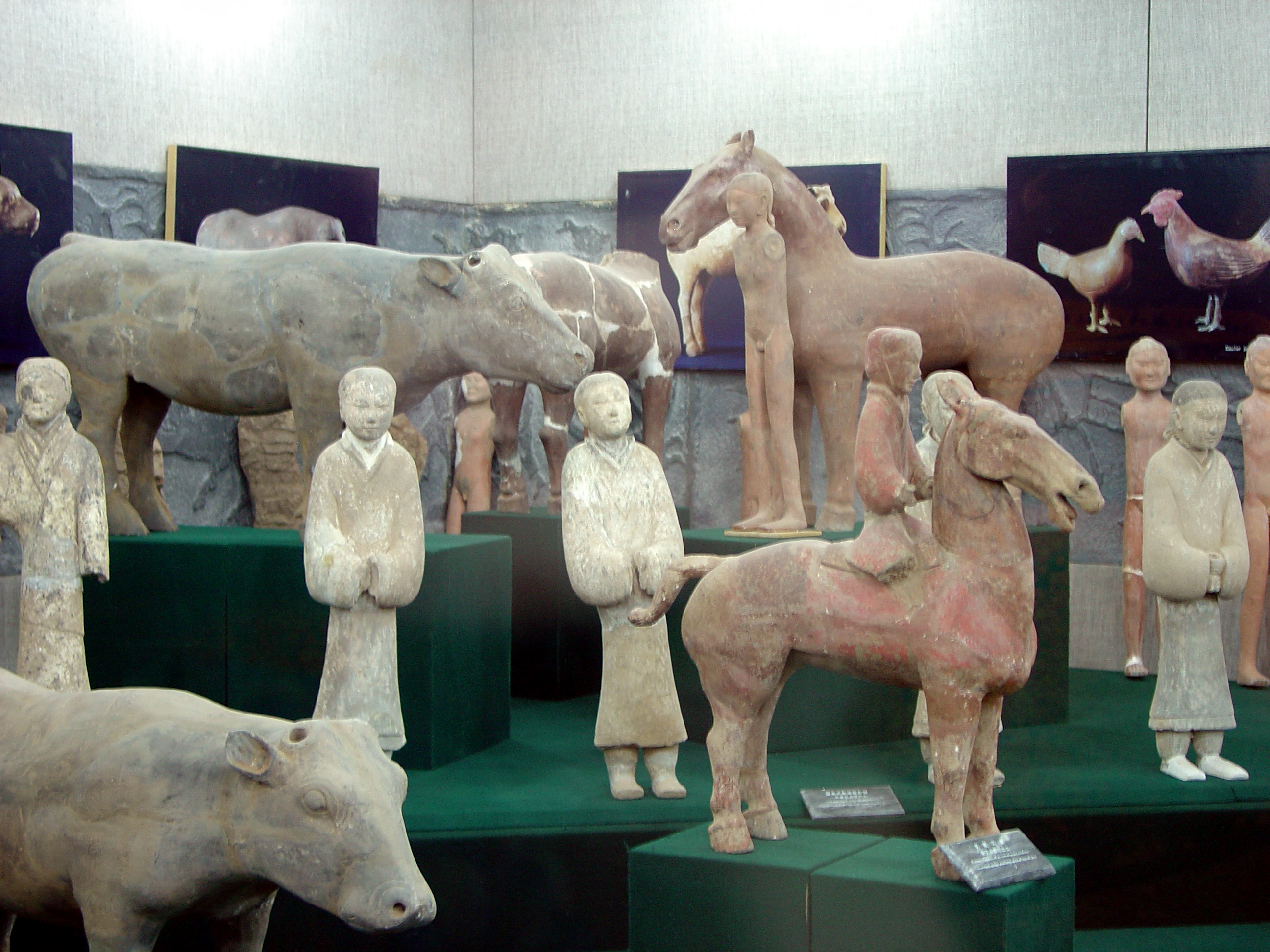
漢の景帝陵（陽陵）。景帝は呉楚七国の乱を平定したことで父の文帝から続く前漢の安定期である「文景の治」を現出した。画像は景帝陵に副葬されていた陶俑の数々（咸陽漢陽陵博物館蔵）。

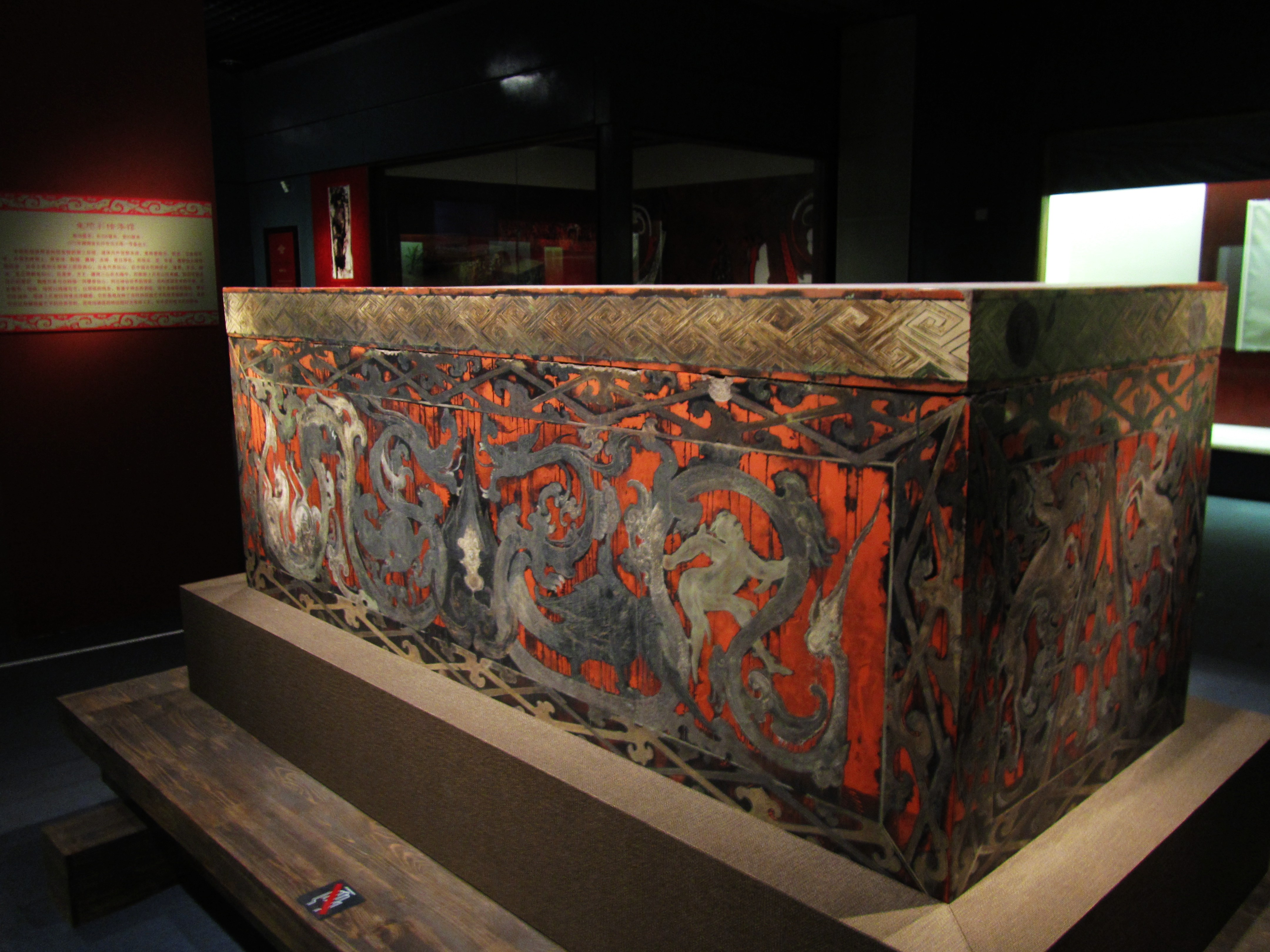
馬王堆漢墓。1972年に湖南省長沙市で発見された前漢長沙国の高官利蒼一族の墳墓で、生けるがごとく保存状態の良い利蒼夫人辛追の遺体が埋葬されていた。画像はその朱塗りの漆の模様が描かれた木棺（湖南省博物館蔵）。

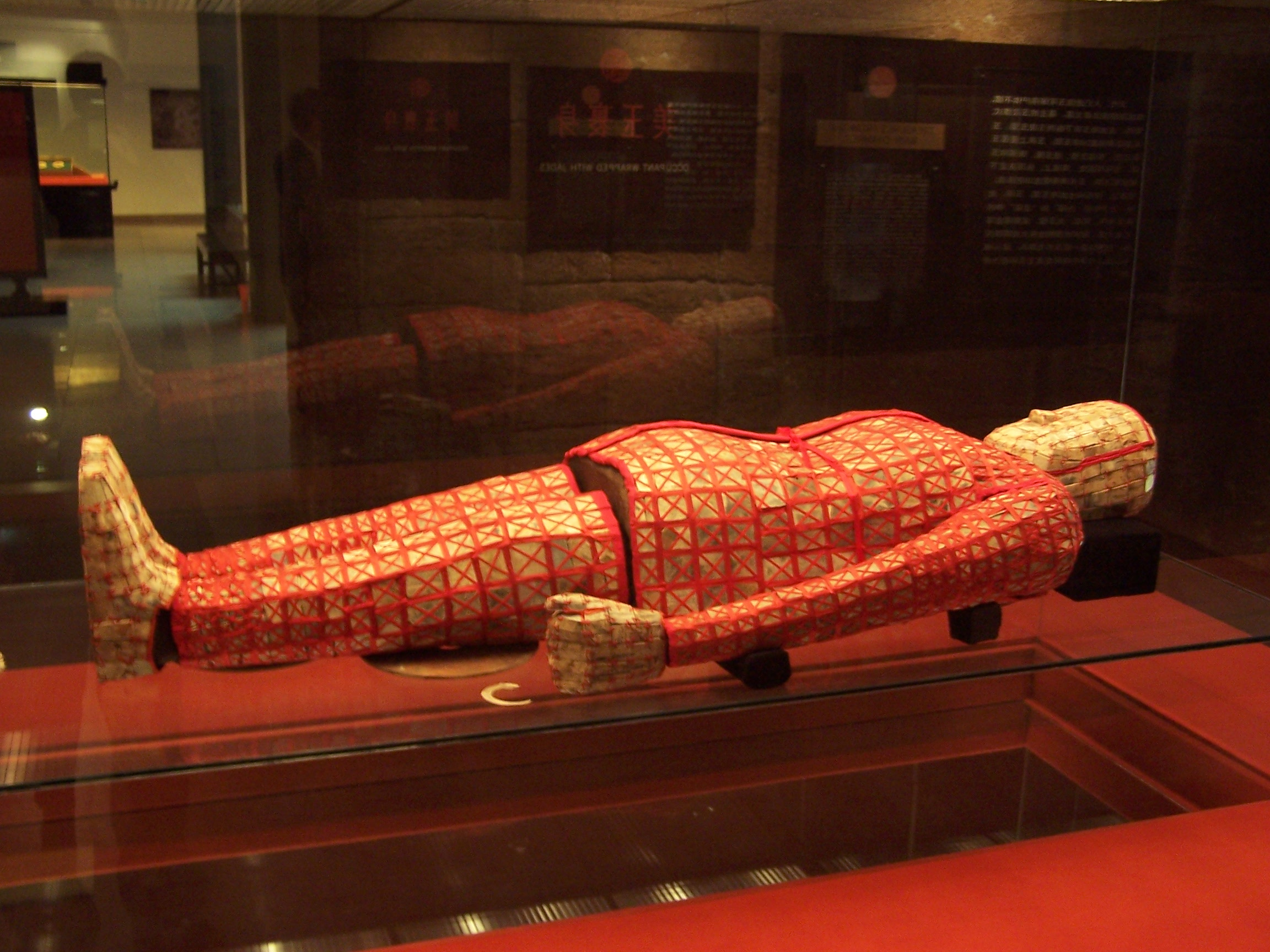
南越国の繁栄と没落。南越は5代93年にわたり中国南部からベトナム北部を支配した王国で前漢に秘してひそかに帝位を称するほどであったが、前漢の武帝により滅ぼされた。画像は趙眜陵墓で発見された王の遺体を包んでいた糸縷玉衣（西漢南越王博物館蔵）。

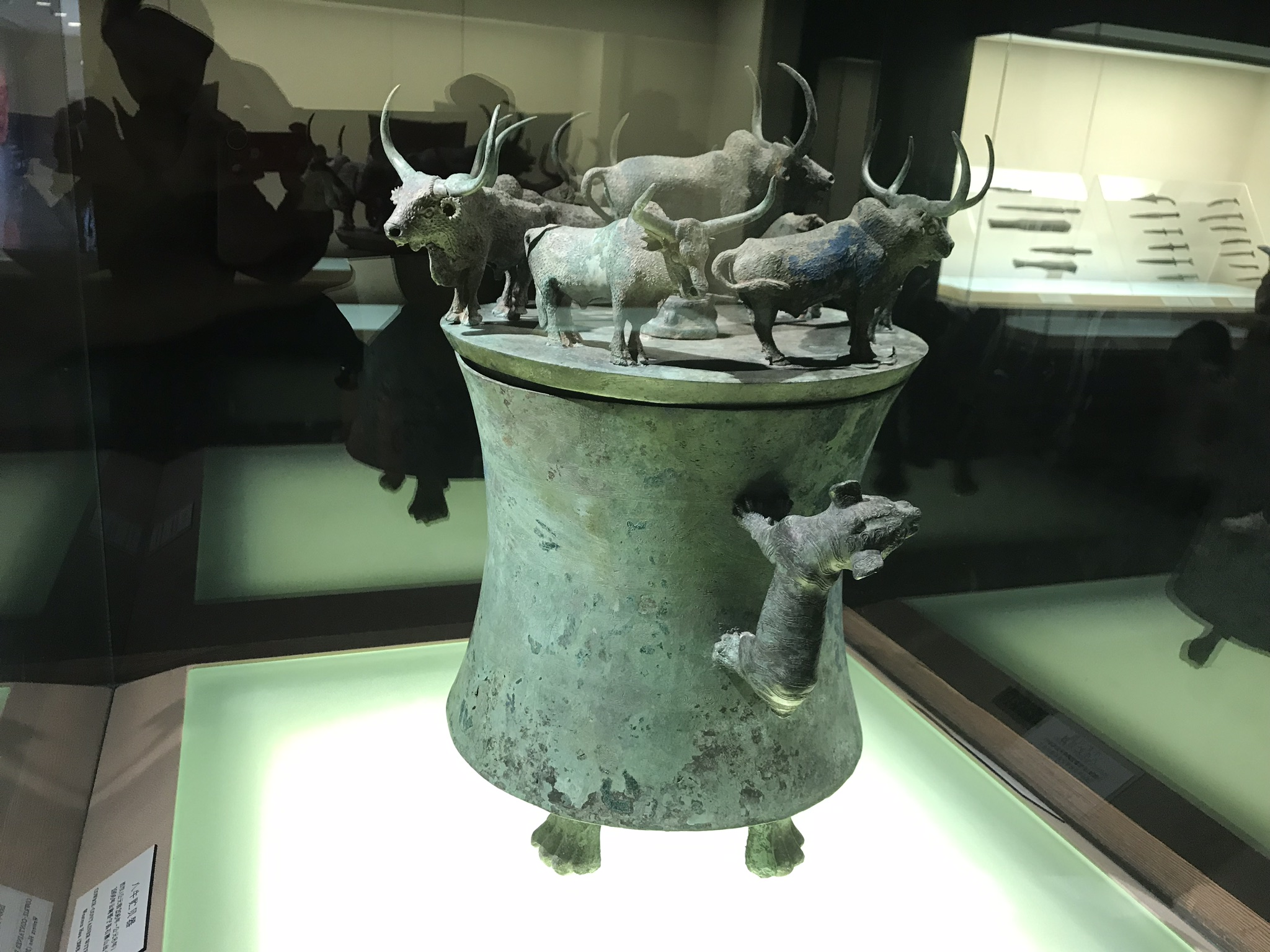
雲南の滇。漢の南方拡大は南越だけでなく雲南にも及び、西南夷とされた彼らも武帝の時代までには漢の支配下に組み込まれた。画像は雲南省晋寧県石寨山出土の「七牛貯貝器（上海博物館蔵）」。

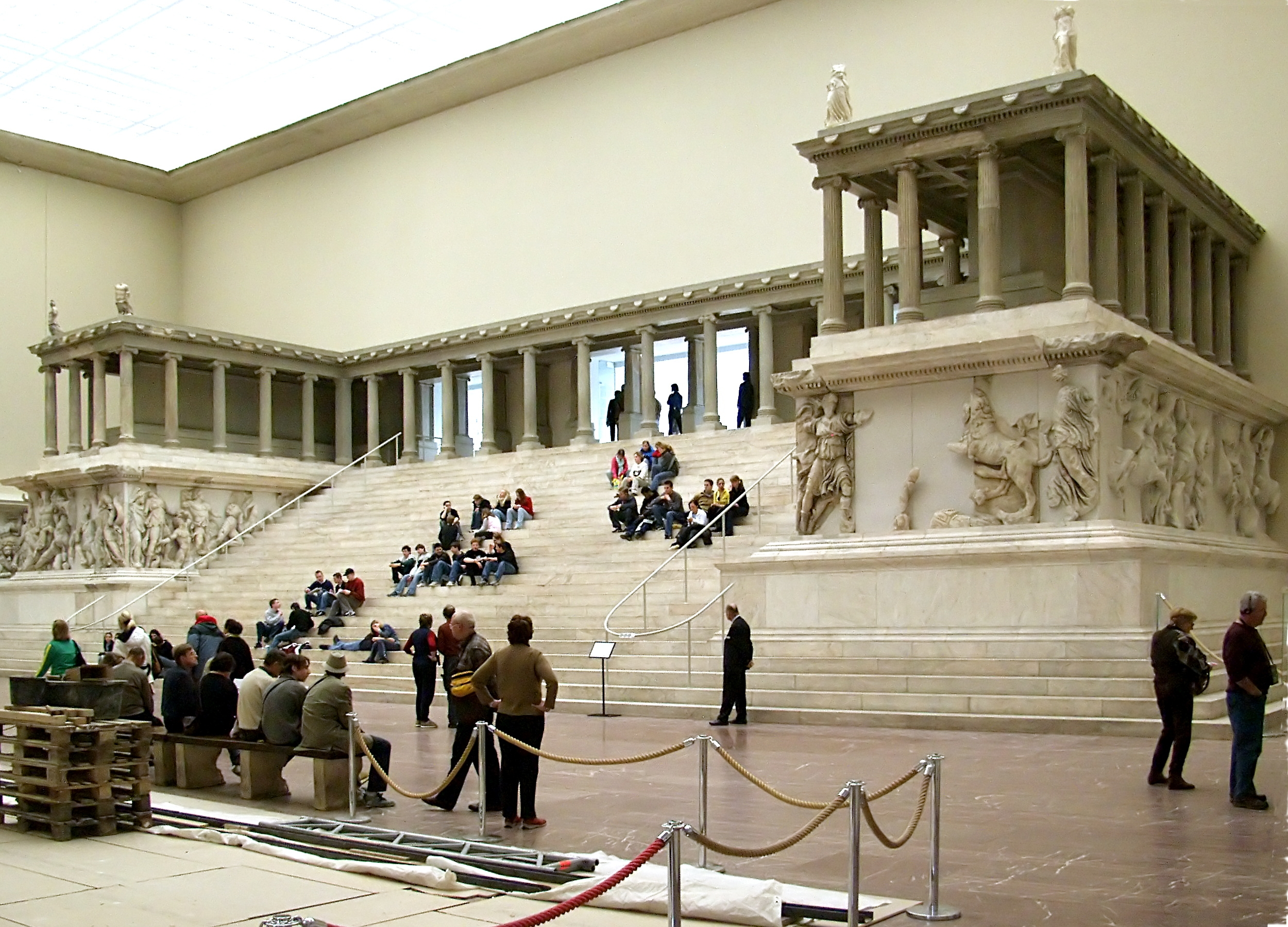
ペルガモンのゼウス大祭壇。ドイツの発掘調査と遺物の移送により「神々と巨人族との戦い（ギガントマキア）」の浮彫を含む往時の姿がベルリンのペルガモン博物館で再現されている。

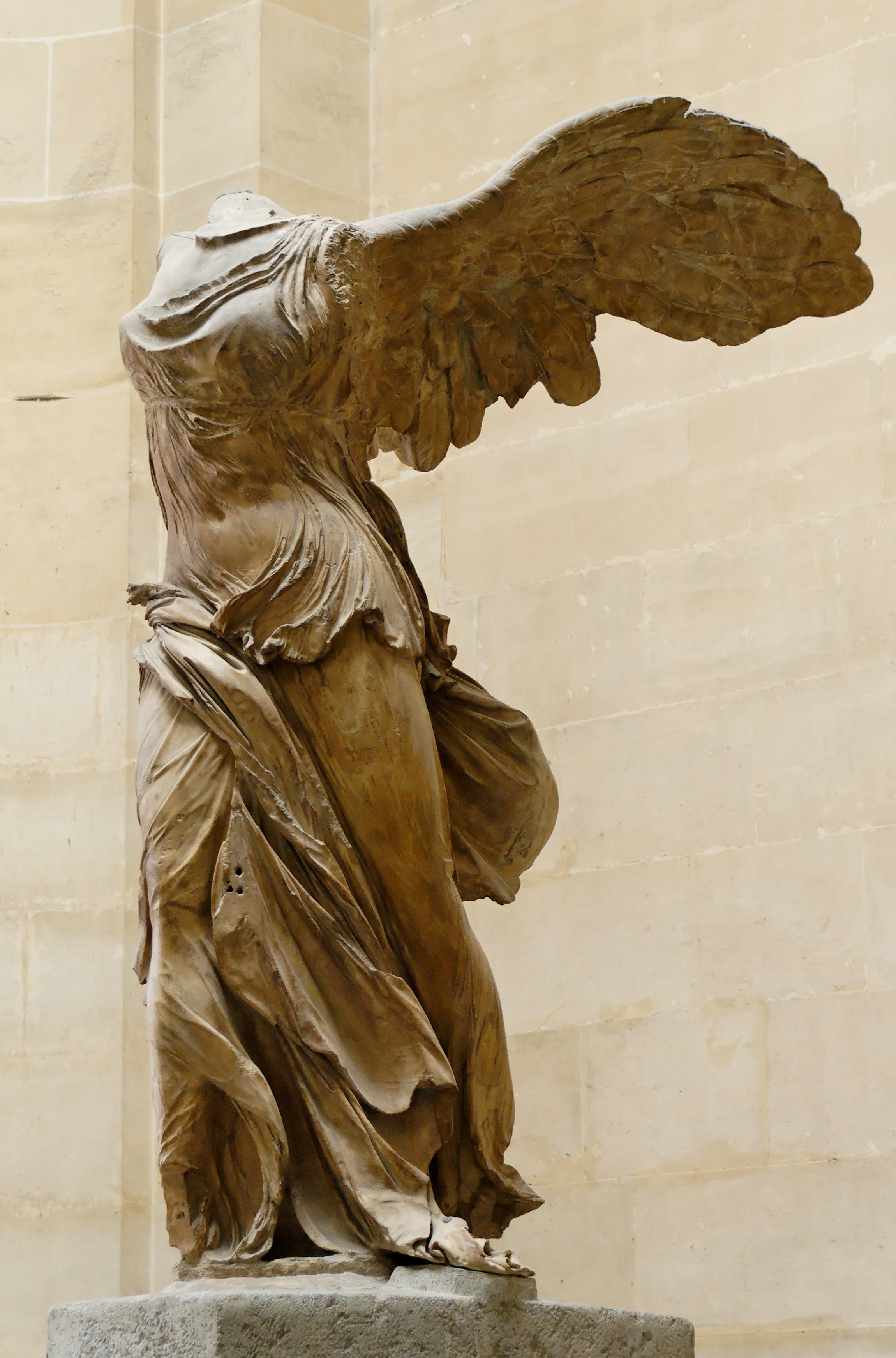
サモトラケのニケ。ヘレニズム芸術を代表する作品で現在はルーヴル美術館の所蔵となっている。

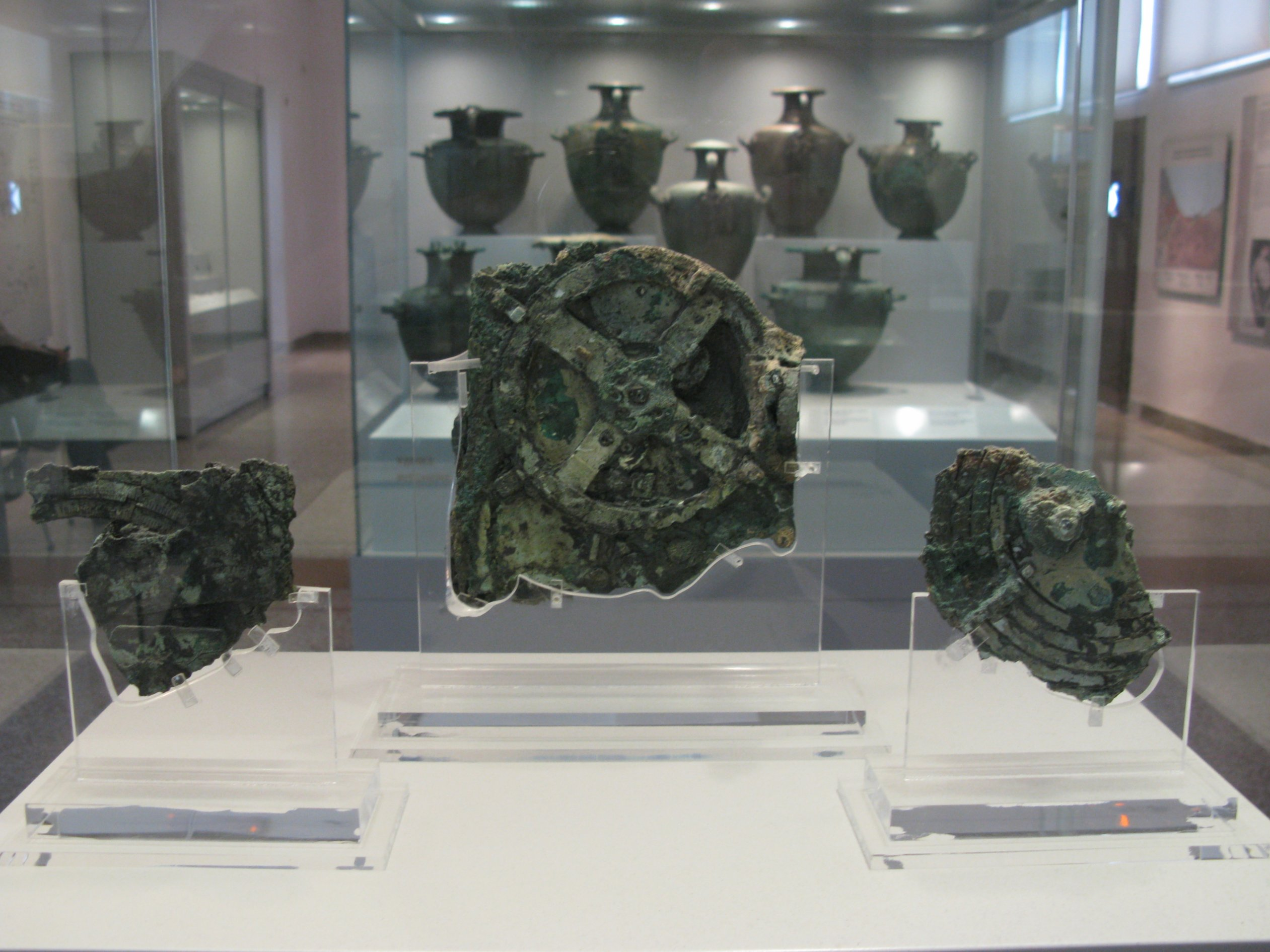
アンティキティラ島の機械。天体運行を計算するための歯車式の機械であり、古代ギリシアの技術の高さを裏付ける貴重な証拠となっている。沈没船から発見され、現在はアテネ国立考古学博物館の所蔵となっている。

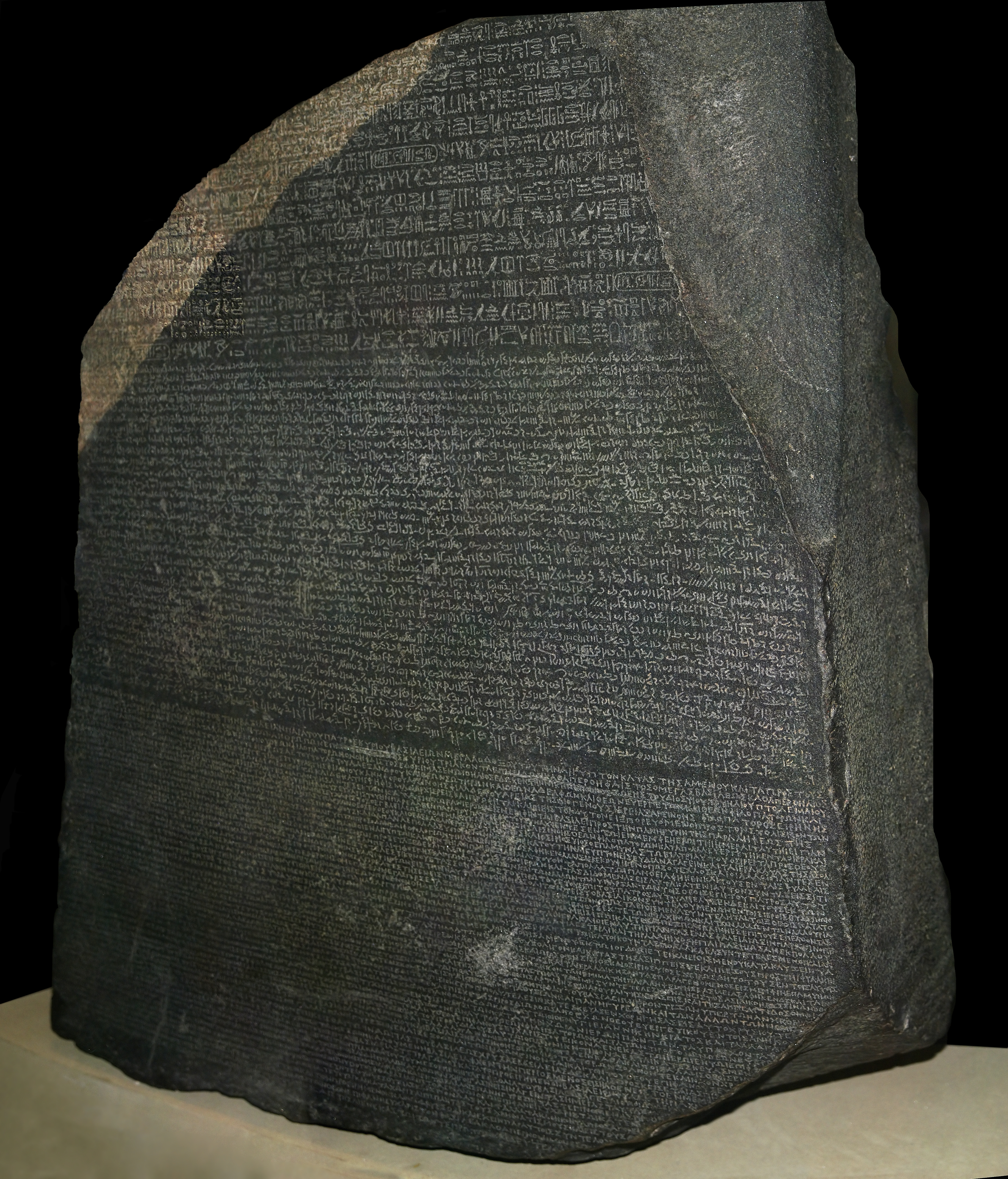
ロゼッタ・ストーン。もとはプトレマイオス5世がメンフィスで出した勅令を刻んだもので、神聖文字・民衆文字・ギリシア文字が併記されていたことからシャンポリオンが神聖文字の解読するための足掛かりとなった。現在は大英博物館の所蔵となっている。

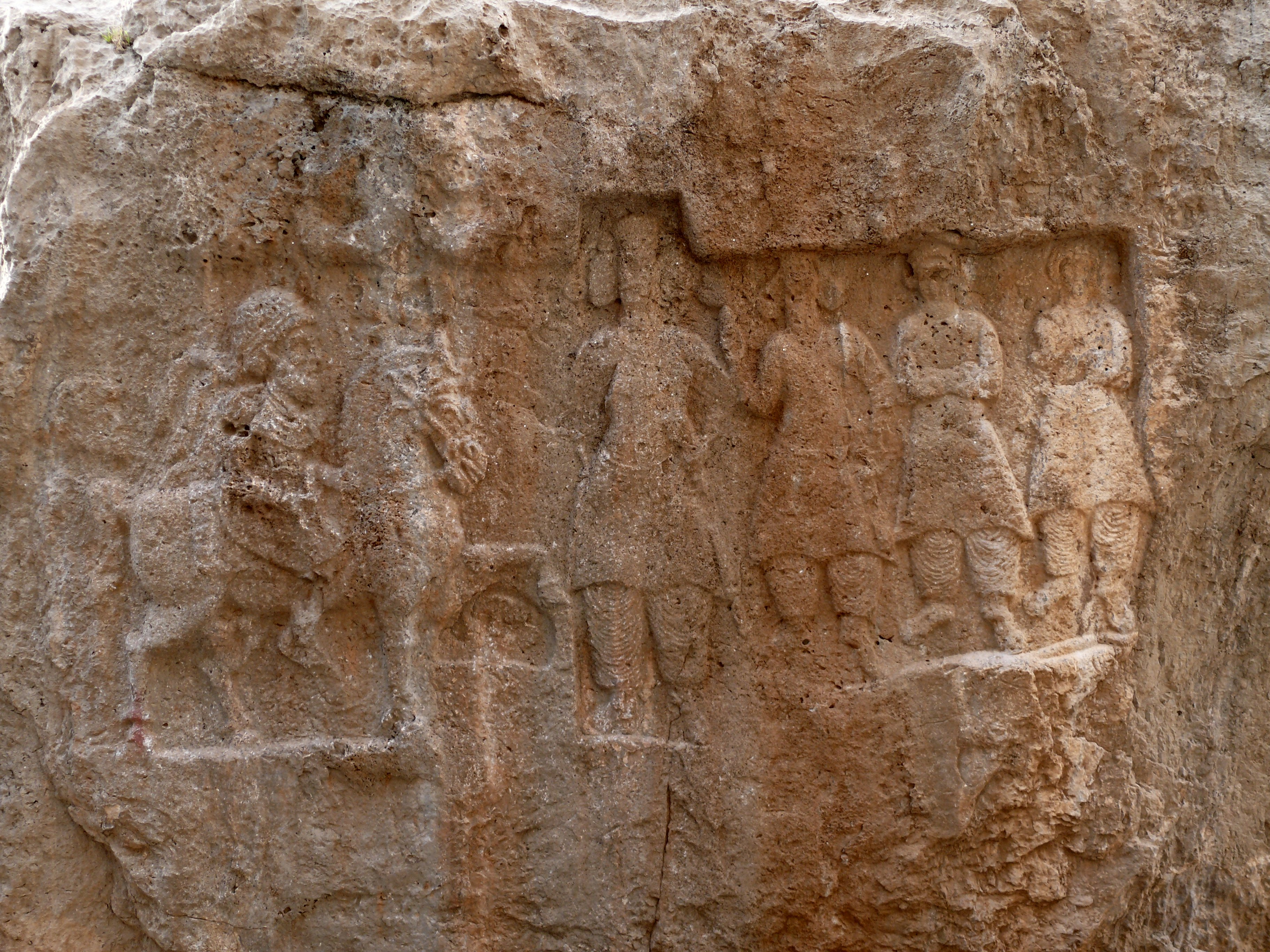
パルティア王国の拡大。西アジアではイラン系遊牧民が建てた国家パルティアが国王ミトラダテス1世の時代に勢力を拡大した。画像はイランのフーゼスターン州イゼーのXong-e Ashdarにあるミトラダテス1世を記念する浮彫。

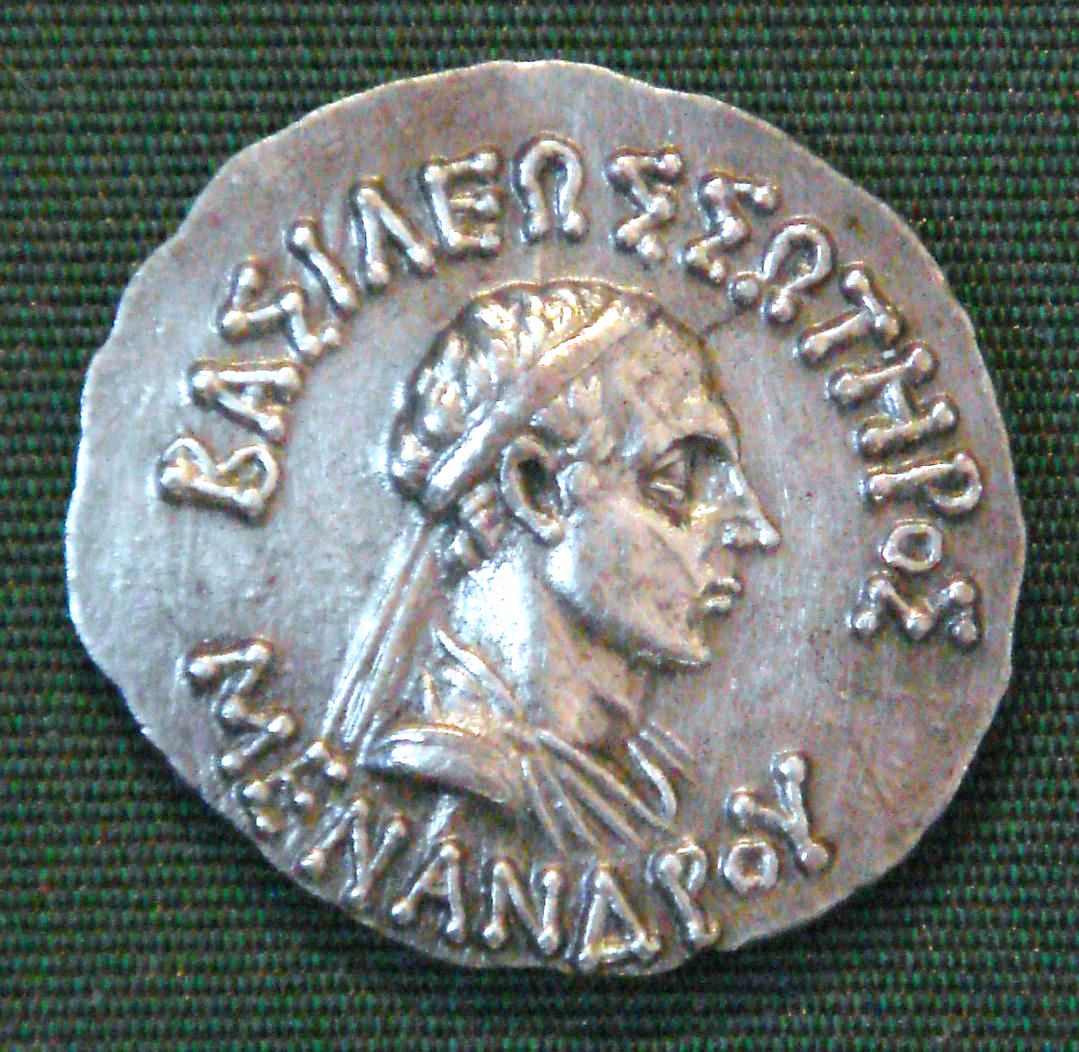
メナンドロス1世。ヘレニズム系ギリシア人によるインド・グリーク朝の国王で仏典の『ミリンダ王の問い』では仏教に帰依したことで知られている。画像はこの王の肖像が刻まれたコイン（大英博物館蔵）。

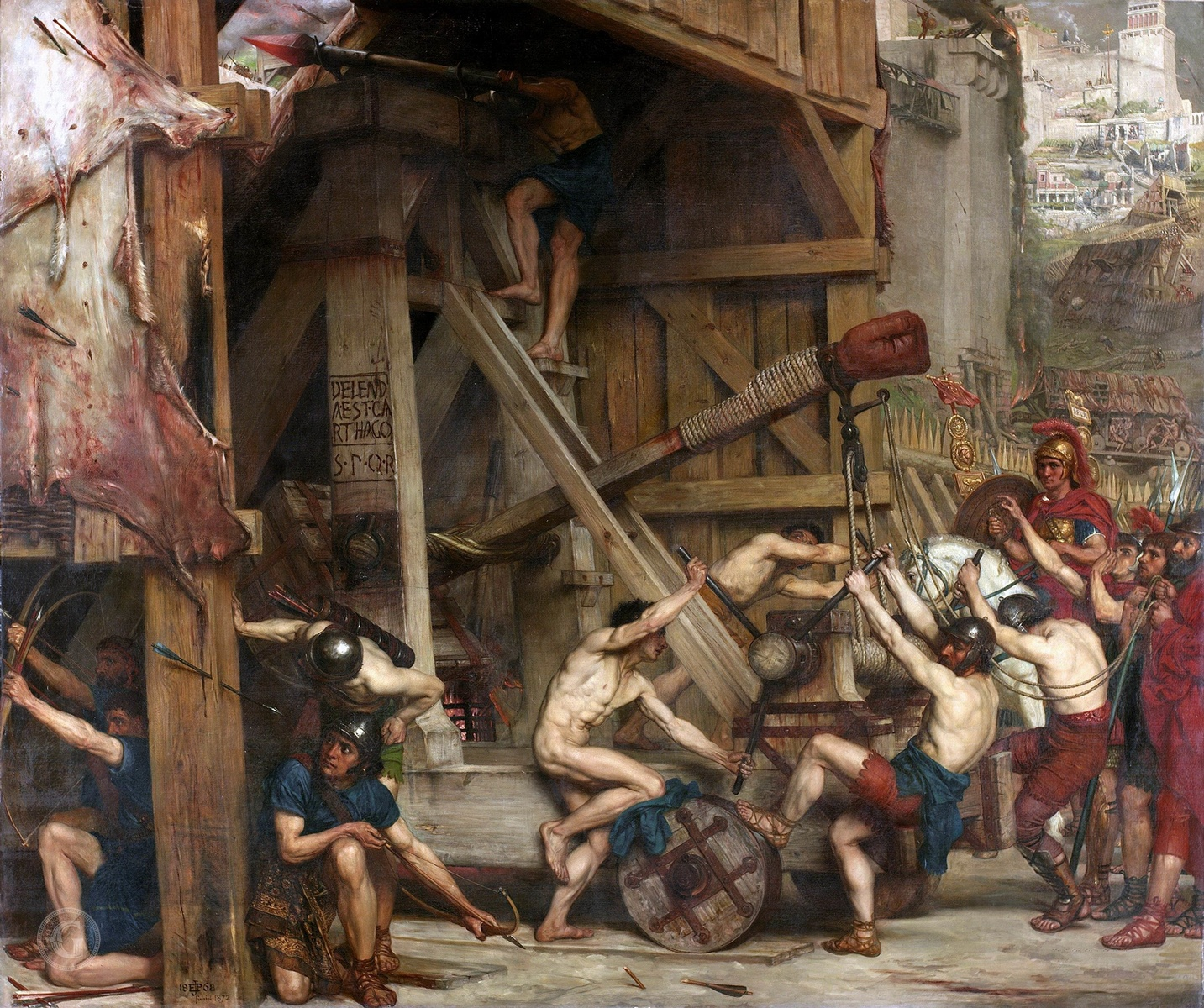
カルタゴ陥落。第三次ポエニ戦争によりローマは宿敵カルタゴを制圧。住民を捕虜奴隷にし、都市機能を完膚なきまでに破壊した。画像は19世紀のイギリス人画家エドワード・ポインターのカルタゴ包囲戦の歴史画で、中央に投石器（カタパルト）が描かれている。

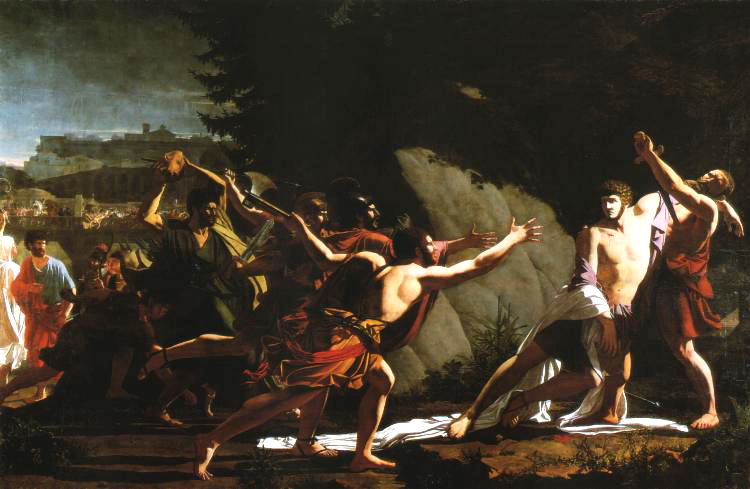
グラックス兄弟の改革。ポエニ戦争終結後のローマ社会構造の大きな変化に合わせるべく改革が行われたが、元老院派の反発が強く兄弟の改革は挫折した。画像はフランソワ・トピノ・ルブランによる歴史画「ガイウス・グラックスの死」。

### 東アジア
- 紀元前200年 - 白登山の戦いで匈奴の冒頓単于が前漢の劉邦を破る。
- 紀元前196年 - 淮陰侯韓信・梁王彭越・淮南王英布が処刑される。
- 紀元前195年
  - 前漢で高祖劉邦が死去、恵帝が即位（ - 紀元前188年）。呂后の専横が始まる。
  - 燕の衛満が箕子朝鮮を滅ぼし、衛氏朝鮮を建てる（ - 紀元前108年）。
- 紀元前180年 - 前漢で呂后死去。呂氏の乱にて呂氏一族が誅殺され、文帝が即位（ - 紀元前157年）。
- 紀元前177年 - 匈奴の冒頓単于が月氏（ユエジ）を攻撃し、月氏は大月氏・小月氏に分裂する。
  - 大月氏はサカ族を逐ってイリ地方のイシク湖周辺に移動し、小月氏は甘粛・青海に留まる。
- 紀元前162年 - 匈奴の老上単于が大月氏の王を敗死させ、大月氏はソグディアナ（粟特）に移動。
  - 大月氏はその後、隣接するトハラ（大夏）も支配下に置く。
- 紀元前161年 - 匈奴の老上単于が死去し、その支配下にあった烏孫が西方に移動。
- 紀元前157年 - 前漢で文帝が死去し、景帝が即位（ - 紀元前141年）。
  - 西安市白鹿原江村大墓が文帝の帝陵「覇陵」とされている。
- 紀元前154年 - 前漢で呉楚七国の乱。
- 紀元前150年頃 - 甘粛省の放馬灘から出土した「放馬灘紙」はこの時期のもの。
- 紀元前141年 - 前漢で景帝が死去し、武帝が即位（ - 紀元前87年）。
  - 咸陽市渭城区の合葬墓が景帝の帝陵「陽陵」とされている。
- 紀元前139年 - 前漢の張騫が大月氏に派遣される。
- 紀元前136年 - 前漢で董仲舒の献策で儒教が官学とされ、五経博士が置かれる。
- 紀元前134年 
  - 前漢で孝廉の制が導入される(郷挙里選の始まり)。
  - 董仲舒が「罷黜百家、独尊儒術（中国語版）」を表明する。
- 紀元前127年 
  - 前漢で推恩の令。
  - 前漢の将軍衛青が匈奴から河南（オルドス地方）を奪う。
- 紀元前126年 - 張騫が長安に帰還する。
- 紀元前122年 - 淮南王劉安が自害する。
- 紀元前121年 - 祁連山脈を本拠としていた匈奴の伊稚斜単于が前漢の霍去病に敗れ、河西回廊は前漢の領土となる。
  - 河西回廊には酒泉郡（紀元前121年）、武威郡（紀元前115年）、張掖郡（紀元前111年）、敦煌郡（紀元前88年）の四郡を設置する。
- 紀元前119年
  - 衛青と霍去病が匈奴を撃破し漠南（内モンゴル)を獲得。
  - 前漢で塩鉄専売制を導入する。
- 紀元前115年 - 前漢で均輸法の実施。
- 紀元前113年 
  - 汾陰での銅鼎の発見によりこの年を「元鼎4年」とする（元号制度の始まり）。
    - 武帝の統治初年（紀元前140年）に遡り「建元」「元光」「元朔」「元狩」の6年ごとの元号も併せて定められる。

  - 前漢の武帝の異母兄である中山靖王劉勝が死去し、満城漢墓に葬られる。
    - 後に発見されたこの陵墓からは「金縷玉衣（中国語版）」「長信宮灯（中国語版）」などの副葬品が出土した。
- 紀元前111年 - 前漢の武帝が南越を滅ぼし、南海郡を設置する。
- 紀元前110年
  - 前漢の武帝が泰山で封禅の儀を執行する。
  - 前漢で平準法の実施。
- 紀元前109年 - 前漢の武帝が雲南省東部にあった南蛮の滇を服属させる。
- 紀元前108年 - 前漢の武帝が衛氏朝鮮を滅ぼし、楽浪郡・真番郡・臨屯郡・玄菟郡の漢四郡を設置する。
- 紀元前106年 - 前漢の武帝が全国を13州（11州と2郡）に分け、各州に刺史を設置、州・郡・県の三層構造となる。
- 紀元前105年 - 前漢の江都公主（劉細君）が烏孫王昆莫に降嫁する。
- 紀元前102年
  - 前漢の武帝の命で李広利が大宛を征服し汗血馬を獲得する。
  - 甘粛省酒泉市の居延烽燧遺跡から出土した居延漢簡の最も古い記録がこの年のもの。
- 紀元前101年
  - 烏孫王昆莫の孫岑陬軍須靡に嫁した江都公主が死去、前漢から新たに解憂公主（英語版）が岑陬に降嫁する。

### 地中海世界
- 紀元前2世紀頃
  - ナバテア人による乳香や没薬といった香料交易が盛んとなる。
    - ハルザ・マムシト・アヴダト・シヴタなどの「ネゲヴ砂漠の香の道と都市群」はこの時代のもの。

  - アナトリア半島中央チョルム地方にカピリカヤの岩窟墓（英語版）が作られる。
- 紀元前200 - 190年頃 - ヘレニズム時代の彫刻「サモトラケのニケ（ルーブル美術館蔵）」が作られる。
- 紀元前200年 - パネイオンの戦い（英語版）でセレウコス朝がプトレマイオス朝に勝利し、パレスティナを占領する。
- 紀元前196年 
  - プトレマイオス5世の「メンフィス勅令（英語版）（Decree of Memphis）」が刻まれた「ロゼッタ・ストーン」が建立される。
  - 共和政ローマの前執政官フラミニヌスが「ギリシアの自由」を宣言。

- 紀元前193年 - ムティナの戦いで共和政ローマがガリア人に勝利し、ローマ・ガリア戦争が終結する。
- 紀元前192年 - 共和政ローマとセレウコス朝のアンティオコス3世が戦争（ - 紀元前188年）。
- 紀元前190年 
  - グレコ・バクトリア王国のデメトリオス1世が西北インドに進出しタキシラを占領。
  - マグネシアの戦いで共和政ローマがセレウコス朝に勝利。
  - ペルガモン王エウメネス2世によりヒエラポリスが建設される。
- 紀元前189年 - アルタクシアス1世によりアルメニア王国がセレウコス朝から独立する。
- 紀元前188年 - アパメイアの和約。セレウコス朝がヨーロッパから撤退する。
- 紀元前187年 - アエミリア街道の建設。
- 紀元前185年 - スキピオ・アフリカヌスが弾劾される。
- 紀元前183/182年 - ビテュニアにてカルタゴの元将軍ハンニバルが自殺する。
- 紀元前180年頃 - ブリハドラタ王がタキシラで殺害されマウリヤ朝が滅亡、プシャミトラがシュンガ朝を建てる。
  - 『阿育王伝（英語版）』などの仏教徒の伝承ではプシャミトラ王が大規模な仏教弾圧をしたと伝わる。
- 紀元前178年頃 - セレウコス4世がイェルサレム神殿の宝物を没収しようと財務大臣へリオドロス（英語版）を派遣する。
  - 「ヘリオドロスの石碑（フランス語版）（イスラエル博物館蔵）」はこの時代のもの。
- 紀元前175年 - セレウコス4世が財務大臣へリオドロスに暗殺される。
- 紀元前175年頃 - エウクラティデス1世が反乱を起こし、グレコ・バクトリア王国の王位を簒奪。
  - 中央アジアのギリシア人勢力はバクトリアとインドに分裂する。
- 紀元前168年
  - ピュドナの戦いでローマがマケドニアに勝利。ポリュビオスがローマに連行される。
  - 共和政ローマがイリュリア王国を滅ぼす。
- 紀元前167年頃 - ユダ・マカバイがエルサレム神殿を回復。ハスモン家によるユダヤ支配のはじまり。
- 紀元前155年 - ルシタニア戦争。
- 紀元前150 - 100年頃 - ギリシアでアンティキティラ島の機械が製作される。
  - これは現在確認できる世界最古の歯車式アナログ計算機とされている。
- 紀元前148年
  - 共和政ローマがマケドニアを属州にする。
  - ヌミディア王マシニッサ死去。エル・フロウブ（現アルジェリア）の墓に葬られる。
  - セレウコス朝支配下のイランで「べヒストゥーンのヘラクレス像（英語版）」が建設される。
- 紀元前146年
  - 第3次ポエニ戦争によりカルタゴが共和政ローマに滅ぼされる。
  - コリントスの戦いによりコリントスが共和政ローマに滅ぼされる。
    - アカイア同盟は解体され、ギリシア各都市は属州アカエアに編入される。
- 紀元前145年頃
  - グレコ・バクトリア王国の主要都市アイ・ハヌムが月氏に滅ぼされる。
  - プトレマイオス8世がアレクサンドリアからアリスタルコスら多数の知識人を追放する。
- 紀元前142年 - ハスモン家の大祭司ヨナタンが殺害され、弟のシモンがセレウコス朝の支配から独立。
- 紀元前141年 - パルティア国王ミトラダテス1世がバビロニアに侵攻してセレウコス朝のセレウキアを陥落させる。
  - パルティアはティグリス川に面したセレウキア対岸のオピス（後のクテシフォン）を拡充する。
- 紀元前135年 - 属州シチリアでエウヌスを指導者とする奴隷反乱が起こる（第一次奴隷戦争 - 紀元前132年）。
- 紀元前133年
  - ローマでティベリウス・グラックスが護民官となり、「センプロニウス農地法」を提出するが反対派に暗殺される。
    - ティベリウスの死を契機に共和政ローマは「内乱の一世紀」へ突入（ - 紀元前27年）。

  - ペルガモン国王アッタロス3世が領土をローマに遺贈する。
    - これに不満を持つ王族のアリストニコスがエウメネス3世を名乗り反乱を起こす。

  - ヌマンティア戦争でスキピオ・アエミリアヌスがヌマンティアを陥落させる。
- 紀元前132年 - エデッサやカルラエを含む北シリアにオスロエネ王国が成立（ - 244年）。
- 紀元前130年代 - グレコ・バクトリア王国がトハラ（大夏）人によって滅ぼされる。
- 紀元前130 - 100年頃 - ヘレニズム時代の彫刻「ミロのヴィーナス（ルーブル美術館蔵）」が作られる。
- 紀元前129年頃 - パルティアがヘカトンピュロスからクテシフォンに都を遷す。
- 紀元前128年 - ハスモン朝のヨハネ・ヒルカノス1世がサマリア人のゲリジム山の神殿を破壊する。
- 紀元前123年 - 共和政ローマでガイウス・グラックスが護民官となる。
- 紀元前121年
  - 元老院最終勧告によりガイウス・グラックスが公敵と見做され逃亡した後に自害、支持者3000人余も処刑される。
  - 共和政ローマがガリア・ナルボネンシス（ガリア・トランスアルピナ）を属州にする。
- 紀元前113年 - キンブリ・テウトニ戦争（ - 紀元前101年）。
- 紀元前112年 - ユグルタ戦争（ - 紀元前105年）。
- 紀元前107年 - 共和政ローマでガイウス・マリウスの軍制改革。
- 紀元前104年 - 属州シチリアでサルウィウスを指導者とする奴隷反乱が起こる（第二次奴隷戦争 - 紀元前100年）。

### その他
- 上座部仏教（テーラワーダ仏教）がスリランカに伝わる。
- インド中部マディヤ・プラデーシュ州のバールフット仏塔の塔門と欄楯が作られる。
- メキシコでテオティワカンが築かれる。
- ポーランド中南部からウクライナ西部にプシェヴォルスク文化、ウクライナ北部からベラルーシ南部にザルビンツィ文化が展開。

- 紀元前2世紀 - 紀元後1世紀
  - 日本では青銅器の使用が広がる
    - 出雲地方の荒神谷遺跡や加茂岩倉遺跡で大量の青銅器が出土。
    - 淡路島でも「菱環鈕式」の最古級の銅鐸が出土している。

  - 奈良県田原本町の唐古・鍵遺跡の大型建造物跡はこの時代のもの。

## 人物

### 地中海世界

#### 共和政ローマ
- 大スキピオ（前236年 - 前183年）- ローマ共和政時代の政治家・将軍・ハンニバルをザマの戦いで破る
- 大カトー（前234年 - 前149年）- ローマ共和政時代の政治家・執政官・『農業論』『起源論』の著者・「カルタゴ滅ぼすべし」で有名
- テレンティウス（前195年/前185年 - 前159年） - ローマ共和政時代の喜劇作家・作品に『兄弟』『宦官』がある
- 小スキピオ（前185年 - 前129年） - ローマ共和政時代の軍人・政治家・第三次ポエニ戦争でカルタゴを破壊
- スキピオ・ナシカ（前183年頃 - 前132年） - ローマ共和政時代の政治家・グラックス（兄）の改革に反対しその暗殺に加担したか

#### カルタゴ・ヌミディア
- ハンニバル・バルカ（前247年 - 前183年） - カルタゴの政治家・将軍・第二次ポエニ戦争でローマを翻弄する
- マシニッサ（前238年 - 前148年） - ヌミディアの王（在位前202年 - 前148年）・第二次と第三次のポエニ戦争でローマに協力
- ユグルタ（前160年 - 前104年） - ヌミディア王（在位前118年 - 前106年）・マシニッサの孫・ユグルタ戦争でローマと戦う

#### ギリシアとヘレニズム諸国
- ナビス（？ - 前192年） - スパルタ最後の王（在位前206年 - 前192年）・スパルタの再興を目指すがアカイア同盟とローマに敗北
- アンティオコス3世（前241年 - 前187年） - セレウコス朝の王（在位前223年 - 前187年）・ローマ・シリア戦争で敗北
- エウメネス2世（？ - 前159年） - アッタロス朝ペルガモンの王（在位前197年 - 前159年）・ペルガモンの大図書館を充実させる
- アンティオコス4世（前215年？ - 前163年） - セレウコス朝の王（在位前175年 - 前163年）・マカバイ戦争を誘発
- ユダ・マカバイ（？-　前160年） - セレウコス朝支配下にあったユダヤでマカバイ戦争を指揮しハスモン朝の基礎を築く
- カルネアデス（前214年 - 前129年） - ギリシアの哲学者・アカデメイア学頭・「カルネアデスの板」という問題で知られる
- ペルセウス（前212年頃 - 前166年） - アンティゴノス朝マケドニア最後の王（在位前179年 - 前168年）・ピュドナの戦いで敗北
- ポリュビオス（前204年？ - 前125年？） - ギリシアの歴史家で『歴史』の著者・ピュドナの戦いで捕虜となりローマに送られる
- ヒッパルコス（前190年頃 - 前120年頃） - ギリシアの天文学者・46星座を決定し視等級や歳差運動などの分野で業績を残す
- アレクサンドリアのヘロン（生没年不詳） - エジプトの工学者・数学者・クテシビオスの弟子か・「ヘロンの公式」や「ヘロンの噴水」で有名
- キュジコスのエウドクソス（生没年不詳） - ギリシア出身の航海家・エジプト王プトレマイオス8世の支援により紅海経由のインド航路を発見
- ディオニュシオス・トラクス（前170年 - 前90年） - エジプトの文法学者・ギリシア語の『文法の技法』を執筆し品詞の概念をまとめる
- アッタロス3世（前170年頃 - 前133年） - アッタロス朝ペルガモンの最後の王（在位前138年 - 前133年）・ローマにペルガモンを遺贈
- エウメネス3世（？ - 前129年） - アッタロス朝の王族（アリストニコス）・アッタロス3世死後に王を僭称・太陽国家（ヘリオポリス）の建設を訴えるがローマに鎮圧される
- ミトラダテス2世（前123年 - 前88年/87年） - アルサケス朝パルティアの王・クテシフォンに遷都し「諸王の王」と呼ばれる

### 中央アジア・インド
- デメトリオス1世（在位前200年頃 - 前180年頃） - ギリシア系バクトリア王国の国王・ガンダーラを制圧し最盛期をもたらす
- プシャミトラ（在位前180年頃 - 前144年頃） - インドの国王・マウリヤ朝を滅ぼしシュンガ朝を立てる
- パタンジャリ（生没年不詳） - インド（シュンガ朝時代）の文法学者・ヨーガ学派の重要文献である『ヨーガ・スートラ』の編纂者
- メナンドロス1世（在位前155年頃 - 前130年頃） - 西北インドのギリシア系王国の国王・仏典の『ミリンダ王の問い』でも有名
- ナーガセーナ（生没年不詳） - インドの仏教僧（比丘）・『ミリンダ王の問い』では王と問答し仏教に帰依させたと伝えられる

### 中国と周辺諸国
- 叔孫通（生没年不詳） - 前漢の儒者・博士・太常・廃絶された儀礼を組織し高祖劉邦のもとで儒教の振興に尽くす
- 衛満（生没年不詳） - 衛氏朝鮮の建国者・燕王盧綰が呂后政権を恐れ匈奴に出奔した後に朝鮮北部で自立する
- 利蒼（？ - 前186年） - 前漢の政治家・呉氏長沙国の相をつとめ初代軑侯となる・発掘された馬王堆漢墓にその妻子と葬られていた
- 呂雉（？ - 前180年） - 前漢の高祖劉邦の皇后・恵帝の母・劉邦の死後に政権を恣にし呂氏一族を登用する
- 冒頓単于（？ - 前174年） - 匈奴の単于（在位前209年 - 前174年）・月氏や東胡を討ち国家統一・秦から前漢の中国を圧倒する
- 趙佗（？ - 前137年） - 南越の初代王（武帝）（在位前203年 - 前137年）・楚漢戦争で独立・60余年在位で100余歳で逝去？
- 陳平（？ - 前178年） - 前漢の政治家・丞相・呂雉没後に周勃らとともに政変を起こし呂氏一族を粛清した
- 周勃（？ - 前169年） - 前漢の武将・丞相・呂雉没後に陳平らとともに政変を起こし呂氏一族を粛清した
- 劉濞（前215年 - 前154年） - 前漢の皇族・劉邦の甥で呉王となる・景帝時代に楚王劉戊らと呉楚七国の乱を起こす
- 文帝（前203年 - 前157年） - 前漢の第5代皇帝（在位前180年 - 前157年）・呂氏一族が誅滅された後に即位・「文景の治」を現出
- 賈誼（前200年 - 前168年） - 前漢の政治家・文人・文帝に仕え国政を改革・「弔屈原文」「鵩鳥賦」「過秦論」の作がある
- 中行説（生没年不詳） - 前漢の宦官・文帝の時代に匈奴に嫁した公主に従い老上単于に仕える・恨みから前漢に仇をなすようになる
- 河上公（生没年不詳） - 前漢の隠者・文帝に『老子』の注釈書である『老子道徳経章句』を開示したと伝わる
- 公孫弘（前200年 - 前121年） - 前漢の学者・丞相・武帝の治世を補佐する一方で主父偃や董仲舒を失脚させる
- 景帝（前188年 - 前141年） - 前漢の第6代皇帝（在位前156年 - 前141年）・諸侯への領土削減策から呉楚七国の乱を招く
- 鼂錯（？ - 前154年） - 前漢の政治家・諸侯の勢力削減策を進め呉楚七国の乱を招く・反乱鎮圧のためと称して殺される
- 袁盎（生没年不詳） - 前漢の政治家・文帝から景帝に仕える・呉楚七国の乱に際し政敵であった鼂錯の処刑を進言する
- 周亜夫（？ - 前143年） - 前漢の将軍・政治家・周勃の子・呉楚七国の乱を鎮圧したが景帝と不和になり餓死する
- 劉安（前179年 - 前122年） - 前漢の皇族・劉邦の孫で淮南王となる・『淮南子』の著者・武帝に叛意を疑われ自害
- 主父偃（生没年不詳） - 前漢の政治家・諸侯の領土を細分化する「推恩の令」を建策・諸侯に憎まれ武帝に誅殺される
- 司馬相如（前179年 - 前117年） - 前漢の文章家・武帝に仕え「天子游獵賦」など賦で知られる
- 董仲舒（前176年？ - 前104年？） - 前漢の儒学者・五経博士の設置などでいわゆる儒教の官学化に貢献
- 劉勝（？ - 前113年） - 前漢の皇族・武帝の庶兄で中山王（靖王）となる・埋葬した墓地から金縷玉衣が出土・蜀の劉備の遠祖
- 武帝（前156年 - 前87年） - 前漢の第7代皇帝（在位前141年 - 前87年）・匈奴に対する外征を行い西域に勢力を拡大
- 張騫（？ - 前114年） - 前漢の政治家・外交官・武帝の命で匈奴に対する同盟のため大月氏へと赴き西域を踏破する
- 衛青（？ - 前106年） - 前漢の武将・大将軍大司馬・甥の霍去病とともに匈奴征討に大きく貢献・姉の衛子夫は武帝の皇后
- 東方朔（前154年 - 前92年） - 前漢の政治家・文人・その滑稽と機知で武帝に愛された・死後は伝説化し仙人とされる
- 司馬遷（前145年 - 前87年） - 前漢の歴史家・『史記』の著者・武帝の前で李陵を弁護して怒りを買い宮刑に処せられる
- 霍去病（前140年 - 前117年） - 前漢の武将・大司馬・叔父の衛青とともに匈奴征討に大きく貢献・霍光は異母弟
- 李広利（？ - 前88年） - 前漢の軍人・武帝の命で汗血馬を求め大宛を攻略・後年は匈奴に降伏し粛清される